# Bodag (Panggul)
Bodag is een bestuurslaag in het regentschap Trenggalek van de provincie Oost-Java, Indonesië. Bodag telt 2519 inwoners (volkstelling 2010).